# USAフォー・アフリカ

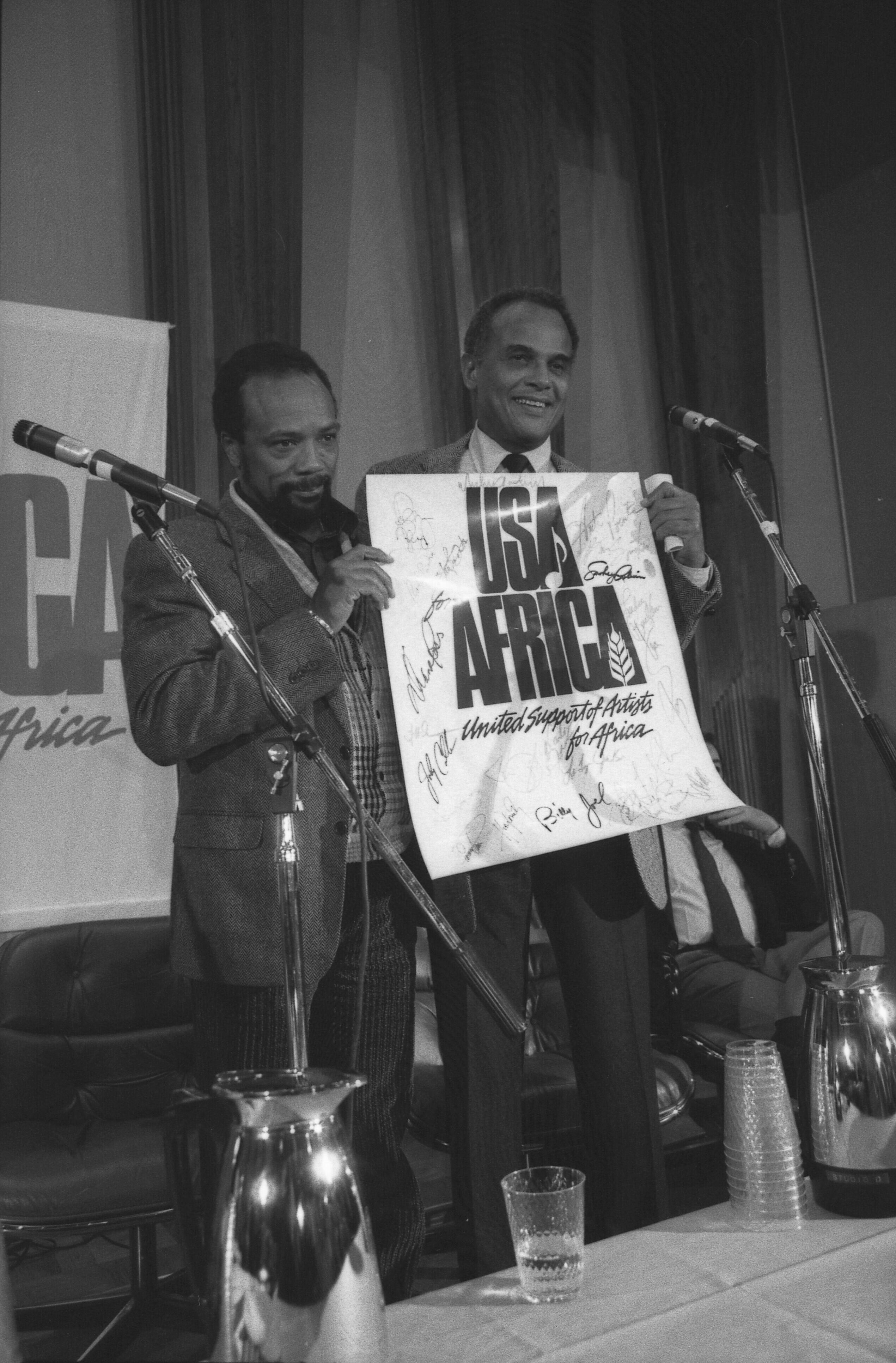
提唱者のハリー・ベラフォンテ（右）と、クインシー・ジョーンズ

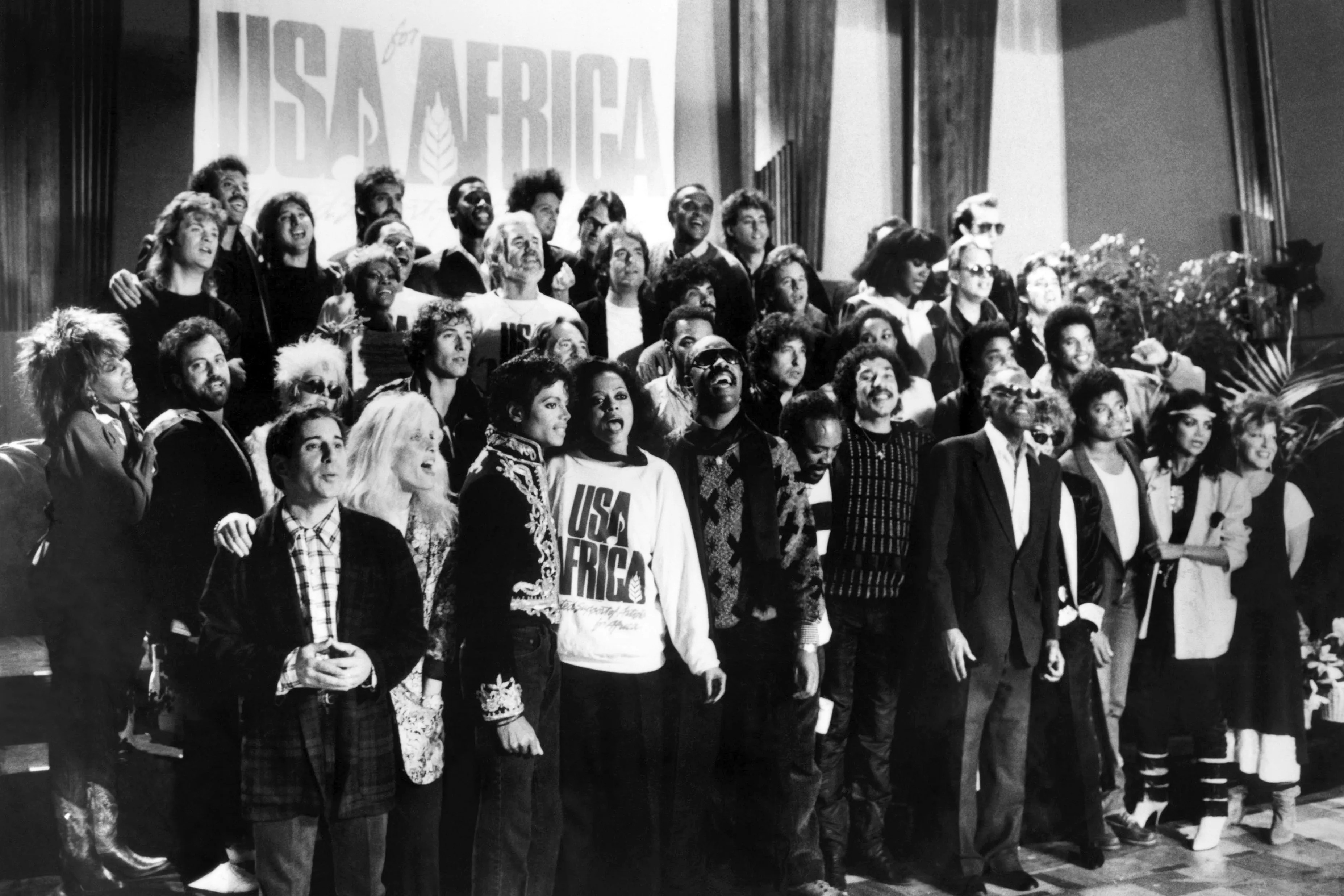
USA For Africa supergroup, featuring all musicians in a promotional photo.

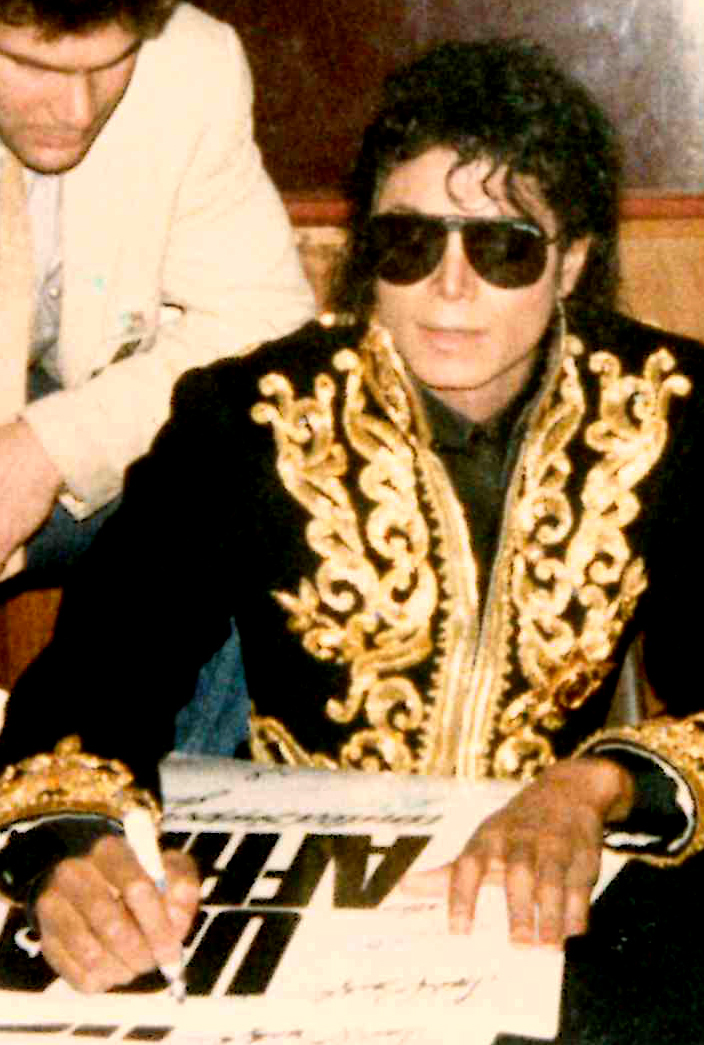
サインをするマイケル・ジャクソン

USAフォー・アフリカ（ユーエスエー・フォー・アフリカ、英語: USA for Africa, United Support of Artists for Africa）は、1985年にアメリカのスーパースターが一堂に会したプロジェクトの名称。当時深刻化していたアフリカの飢餓救済のためのチャリティーソングである「ウィ・アー・ザ・ワールド」をリリースした。

## いきさつ
1984年、ボブ・ゲルドフの呼びかけでイギリスのスーパースターたちが集まり、アフリカの飢餓救済のためのプロジェクト「バンド・エイド」を結成。大きな話題を呼び、チャリティー・ソング「Do They Know It's Christmas?」（ドゥ・ゼイ・ノウ・イッツ・クリスマス）
が大ヒットする。
これに触発された形でハリー・ベラフォンテがアメリカで同様のプロジェクトを作ることを提唱し、大物アーティストのマネージャーとして知られる芸能プロデューサーのケン・クラゲンに裏の調整役として協力を求め、呼びかけたのはまずライオネル・リッチー。そこからマイケル・ジャクソン、スティーヴィー・ワンダー、クインシー・ジョーンズら数々の大物アーティストが芋づる式に呼びかけに応じ、最終的に集まったアーティストは45人に達した（主な参加アーティストはウィ・アー・ザ・ワールドの項を参照）。参加アーティストは全員が無償で参加している。
マイケル・ジャクソンとライオネル・リッチーが共同で曲を書き、プロデューサーのクインシー・ジョーンズの下、1985年1月28日にレコーディングが開始された。プロジェクトは「United Support of Artists」のイニシャルとアメリカ合衆国の略称とのダブルミーニングで「USAフォー・アフリカ」と名付けられ、3月8日、「ウィ・アー・ザ・ワールド」をリリース。世界的な話題を呼んだこの曲は瞬く間に世界各国でチャート1位を記録した。しかし日本では、通常盤（7インチ盤）と12インチ盤とで売り上げ集計が分散されたこともありオリコン週間シングルチャート最高位は第2位であった（通常盤と12インチ盤を合計すれば同チャート1位相当、同12インチ盤が2位だった週の第1位は小泉今日子の「常夏娘」）。
「ウィ・アー・ザ・ワールド」はシングルとアルバムの両方がリリースされた。また2004年には制作ドキュメンタリー映像『We Are The World THE STORY BEHIND THE SONG』のDVDがリリースされている。
2024年、『ポップスが最高に輝いた夜 (The Greatest Night in Pop)』という新たなドキュメンタリーがNetflixにて公開された。監督はバオ・グエン。「ウィ・アー・ザ・ワールド」の制作に至るまでの障害や舞台裏の物語を記録したものとなっている。当時のドキュメント映像に加え、現在のライオネル・リッチー、ブルース・スプリングスティーン、ヒューイ・ルイス、ディオンヌ・ワーウィック、シンディ・ローパーら関係者たちへの新しいインタビューを追加収録し、この曲とその意義や価値について振り返っている。

## メンバー
五十音順
- アル・ジャロウ
- ウィリー・ネルソン
- ウェイロン・ジェニングス
- キム・カーンズ
- クインシー・ジョーンズ（プロデューサー及び指揮）
- ケニー・ロギンス
- ケニー・ロジャース
- ジェフリー・オズボーン
- ジェームス・イングラム
- ジャッキー・ジャクソン
- シンディ・ローパー
- シーラ・E
- スティーヴィー・ワンダー
- スティーヴ・ペリー
- スモーキー・ロビンソン
- ダイアナ・ロス
- ダリル・ホール&ジョン・オーツ
- ダン・エイクロイド
- ディオンヌ・ワーウィック
- ティト・ジャクソン
- ティナ・ターナー
- ハリー・ベラフォンテ
- ヒューイ・ルイス&ザ・ニュース
- ビリー・ジョエル
- ブルース・スプリングスティーン
- ベット・ミドラー
- ポインター・シスターズ
- ボブ・ゲルドフ
- ボブ・ディラン
- ポール・サイモン
- マイケル・ジャクソン
- マーロン・ジャクソン
- ライオネル・リッチー
- ラトーヤ・ジャクソン
- ランディ・ジャクソン
- リンジー・バッキンガム
- レイ・チャールズ

## アルバムへの楽曲提供
- スティーヴ・ペリー: "If Only for the Moment, Girl"
- ポインター・シスターズ: "Just a Little Closer"
- ブルース・スプリングスティーン & Eストリートバンド:　"Trapped"
- ノーザン・ライツ（ブライアン・アダムズ、デイヴィッド・フォスター）: "Tears Are Not Enough"
- プリンス: "4 the Tears in Your Eyes"
- シカゴ: "Good for Nothing"
- ティナ・ターナー: "Total Control"
- ケニー・ロジャース: "A Little More Love"
- ヒューイ・ルイス&ザ・ニュース: "Trouble in Paradise"

## 影響
プロジェクトはポピュラー音楽界に一大チャリティー・ブームを巻き起こした。カナダからは「ティアーズ・アー・ノット・イナフ」、ドイツからは「ナクト・イム・ヴィント (Nackt im Wind)」、ヘヴィメタル界では「スターズ」などなど、数多くのプロジェクトとチャリティー・ソングが生まれる。ブームは同年夏に開催されたチャリティー・コンサート「ライブ・エイド」で最高潮を迎えた。

## レコーディング
レコーディングは、「ウィ・アー・ザ・ワールド」参加者も含め多くのスターが集まる第12回アメリカン・ミュージック・アワードの終了直後、1985年1月28日の夜、当時の世界のポップス界を代表する45人が、ハリウッドのA&Mスタジオに集結してレコーディングされた。そのためにマイケルは授賞式を欠席し、リッチーは司会終了後にスタジオに来た。
ところが、そのせいか出演者達の間には当初、緊張感が少なく、この曲の持つ重要性を忘れ始めていた。レコーディングの前にライヴエイドの発起人であるボブ・ゲルドフが、アフリカで起こっている惨状を出演者達に語ったことで、話が終わる頃にミュージシャン達の目の色が変わり、場が引き締まったという。
その後のリハーサルで、ゲルドフは「ブルース・スプリングスティーンやダリル・ホールの真剣さに圧倒された」と語っている。

## 逸話
- ヒューイ・ルイスは、スケジュールの都合でレコーディングに参加できなかったプリンスの代役として呼ばれた。
- ボブ・ディラン、レイ・チャールズ、ブルース・スプリングスティーン、ジェームス・イングラムのソロパートはオーヴァーダビングである。
- クリストファー・クロスは「キム・カーンズは呼ばれて自分は呼ばれなかった」と不満を漏らしている。ちなみにクリストファーもキムも相前後してグラミー賞を受賞しているが、その後のクリストファーは目立ったヒット曲に恵まれなかった。一方、キムはケニー・ロジャース、ジェームス・イングラム、バーブラ・ストライサンドなどとデュオを組むなど幅広く活動していた。
- トールマンF1チームの1985年式マシン、TG185に、「USA FOR AFRICA」のロゴがシーズン通しで、フロントウィングおよびサイドポンツーン下部に掲出されていた。